# Thai League 2
La Thai League 2 (in thailandese ไทยลีก 2), nota fino al 2016 con il nome Thai Division 1 League (in thailandese ไทยลีกดิวิชั่น ๑), è il secondo livello di calcio in Thailandia. Attualmente è composta da 18 squadre. Le prime due e la vincitrice dei play-off sono promosse in Thai League 1, mentre le ultime tre vengono retrocesse in Thai League 3. Per motivi di sponsorizzazione è conosciuta anche come Thai League 2 M-150 Championship.

## Premi in denaro
- Campione: 700.000 Baht
- Secondo: 300.000 Baht
- Terzo: 200.000 Baht

## Squadre 2025-2026
| Squadra              | Luogo               | Stadio                                          | Capienza |
| -------------------- | ------------------- | ----------------------------------------------- | -------- |
| Bangkok              | Bangkok             | 72nd Anniversary Stadium                        | 8,000    |
| Chainat Hornbill     | Chainat             | Khao Plong Stadium                              | 8,625    |
| Chanthaburi          | Chanthaburi         | Chanthaburi Provincial Stadium                  | 5,000    |
| Chiangmai United     | Chiang Mai          | 700th Anniversary Stadium                       | 25,000   |
| Kasetsart            | Bangkok             | Insee Chantarasatit Stadium                     | 3,275    |
| Khonkaen United      | Khon Kaen           | Khonkaen PAO. Stadium                           | 7,000    |
| Mahasarakham         | Mahasarakham        | Mahasarakham Province Stadium                   | 3,500    |
| Nakhon Pathom United | Nakhon Pathom       | Nakhon Pathom Municipality Sport School Stadium | 6,000    |
| Nakhon Si United     | Nakhon Si Thammarat | Nakhon Si Thammarat PAO. Stadium                | 5,000    |
| Nongbua Pitchaya     | Nong Bua Lamphu     | Pitchaya Stadium                                | 6,000    |
| Pattani              | Pattani             | Rainbow Stadium                                 | 12,500   |
| Pattaya United       | Chonburi            | Nong Prue Stadium                               | 5,838    |
| Phrae United         | Phrae               | Huai Ma Stadium                                 | 2,500    |
| Police Tero          | Bangkok             | NT Stadium                                      | 5,000    |
| Rasisalai United     | Sisaket             | Sisaket Provincial Stadium                      | 15,000   |
| Sisaket United       | Sisaket             | Sri Nakhon Lamduan Stadium                      | 10,000   |
| Songkhla             | Songkhla            | Tinsulanon Stadium                              | 30,000   |
| Trat                 | Trat                | Trat Provincial Stadium                         | 5,000    |

## Albo d'oro
| #  | Stagione  | Vincitore                 | Secondo                   | Terzo                  |
| -- | --------- | ------------------------- | ------------------------- | ---------------------- |
| 1  | 1997-1998 | Krung Thai Bank           | Osotspa Saraburi          |                        |
| 2  | 1998-1999 | Bangkok Bank of Commerce  | Sriracha                  |                        |
| 3  | 1999-2000 | Royal Thai Police         |                           |                        |
| 4  | 2000-2001 | TTM Phichit               | Bangkok Christian College |                        |
| 5  | 2001-2002 | Bangkok Christian College |                           |                        |
| 6  | 2002-2003 | Bangkok Utd               | Navy                      | Buriram PEA            |
| 7  | 2003-2004 | TOT                       | Buriram PEA               |                        |
| 8  | 2004-2005 | Royal Thai Army           | Thai Honda                |                        |
| 9  | 2005-2006 | Royal Thai Police         |                           |                        |
| 10 | 2007      | Customs United            | BBCU                      | Pattaya Utd            |
| 11 | 2008      | Muangthong Utd            | Sriracha                  | Navy                   |
| 12 | 2009      | Police Utd                | Royal Thai Army           | Sisaket                |
| 13 | 2010      | Sriracha                  | Khon Kaen                 | Chiangrai Utd          |
| 14 | 2011      | Buriram PEA               | Chainat                   | BBCU                   |
| 15 | 2012      | Ratchaburi Mitr Phol      | Suphanburi                | Bangkok Utd            |
| 16 | 2013      | Royal Thai Air Force      | Singhtarua                | PTT Rayong             |
| 17 | 2014      | Nakhon Ratchasima         | Saraburi                  | Navy                   |
| 18 | 2015      | Police Utd                | Pattaya Utd               | Sukhothai              |
| 19 | 2016      | Thai Honda                | Ubon UMT                  | Port                   |
| 20 | 2017      | Chainat                   | Air Force Central         | PT Prachuap            |
| 21 | 2018      | PTT Rayong                | Trat                      | Chiangmai              |
| 22 | 2019      | Bangkok Glass             | Police Tero               | Rayong                 |
| #  | Stagione  | Vincitore                 | Secondo                   | Vincitore dei play-off |
| 23 | 2020–21   | Nongbua Pitchaya          | JL Chiangmai Utd          | Khon Kaen Utd          |
| 24 | 2021–22   | Lamphun Warriors          | Sukhothai                 | Lampang                |
| 25 | 2022–23   | Nakhon Pathom Utd         | Trat                      | Uthai Thani            |
| 26 | 2023–24   | Nakhon Ratchasima         | Nongbua Pitchaya          | Rayong                 |
| 27 | 2024–25   | Chonburi                  | Ayutthaya Utd             | Kanchanaburi Power     |

## Vittorie per squadra
| Club | Vittorie |
| --- | -------- |
| Royal Thai Police | 4        |
| Ratchaburi Mitr Phol, Buriram PEA, Sriracha, Muangthong Utd, Customs United, Royal Thai Army, TOT, Bangkok Utd, Bangkok Christian College, TTM Phichit, Bangkok Bank of Commerce, Krung Thai Bank, Royal Thai Air Force, Nakhon Ratchasima, Police Utd, Thai Honda, Chainat, PTT Rayong, Bangkok Glass, Nongbua Pitchaya | 1        |